# Estació de Portè-Pimorent
L'estació de Portè-Pimorent (oficialment en francès Porté-Puymorens) és una estació de ferrocarril situada a la comuna nord-catalana de Porta, a l'Alta Cerdanya, propera al termenal amb Portè, de la línia Tolosa (Portet-Saint Simon) a Puigcerdà. A l'estació hi paren trens regionals i trens de nit de SNCF (companyia ferroviaria francesa).
Està situada dins del terme comunal de Porta, en el seu extrem nord, però és a pocs metres del de Portè. És a prop al sud de la boca meridional tant del Túnel de Pimorent com del Túnel ferroviari de Pimorent, més a prop del primer que del segon. Hi ha una estació més a propera al nucli de Porta, però aquesta es troba actualment fora de servei.
L'estació de Portè és situada en el punt quilomètric 150,3 de la línia Tolosa - La Tor de Querol - Puigcerdà i a 1.562 metres d'altitud. Les instal·lacions es redueixen a la via general i una andana en el costat de llevant, amb una edificació per a viatgers que roman habitualment tancada. També es va construir més recentment una altra edificació com a refugi per als viatgers.

## Serveis ferroviaris
| Procedència/Destinació | <                    | Línia     | >                | Procedència/Destinació |
| ---------------------- | -------------------- | --------- | ---------------- | ---------------------- |
| TER d'Occitània        |                      |           |                  |                        |
| Tolosa-Matabuòu        | Andorra-L'Hospitalet |           | La Tor de Querol | La Tor de Querol       |
| Tren de nit            |                      |           |                  |                        |
| París-Austerlitz       | Andorra-L'Hospitalet | Intercité | La Tor de Querol | La Tor de Querol       |